# Bǎojībù
Il Bǎojībù (寶積部) (T.D. vol. 11, sezione dal n.310 al n. 373) e la sezione del Canone buddista cinese che  contiene il Dà bǎojī jīng (大寶積經, Ratnakūṭasūtra, giapp. Daihōshakukyō, Sutra del cumulo di gioielli) tradotto tra il 706 e il 713 da Bodhiruci in 120 fascicoli (T.D. 310.11.1-687). Contiene tra gli altri anche:
- Śrīmālādevīsiṃhanādasūtra ("Sūtra sul ruggito del leone della regina Śrīmālā", 勝鬘師子吼一乘大方便方廣經 o 勝鬘經 pinyin Shèngmánjīng, giapp. Shōmangyō) tradotto in un fascicolo da Guṇabhadra nel 436 (T.D. 353.12.217a-223b).
- Amitāyurdhyānasūtra (Sutra della contemplazione sul Buddha della vita infinita, 觀無量壽經 pinyin: Guān wúliángshòu jīng, giapp. Kammuryōju kyō) tradotto da Kalyasas nel 402 (T.D. 365.12.340c-346b) è una delle tre fondamentali scritture delle scuole della Terra Pura sino-giapponesi ed è stata commentata, tra gli altri, da Shàndǎo (善導), Huìyuan (慧遠) e Zhìyǐ (智顗).
- Amitâbha-sūtra (Sutra di Amitabha, 阿彌陀經 pinyin Amítuó jīng, giapp. Amida kyō) tradotto da Kumārajīva nel 402 (T.D. 366.12.346b-348b). Uno dei tre testi fondamentali delle scuole della Terra Pura sino-giapponesi. Fu commentato da Sēngzhào (僧肇) e da Zhìyǐ (智顗). Viene recitato durante i servizi liturgici serali della scuola giapponese Tendai.
- Sukhāvatī-vyūha-sūtra (Sutra della vita infinita, 無量壽經, pinyin Wúliángshòu jīng, giapp. Muryōju kyō) tradotto Saṃghavarman e Buddhabhadra in 2 fascicoli (T.D. 360.12.265c-279a). Uno di tre testi fondamentali delle scuole della Terra Pura sino-giapponesi.